# Coppa Iberica (calcio a 5)
La Coppa Iberica (in portoghese Taça Ibérica; in spagnolo Copa Ibérica) è stata una competizione interconfederale di calcio a 5 che opponeva i vincitori del campionato spagnolo e quelli del campionato portoghese.

## Storia
Il trofeo ha visto la predominanza delle formazioni spagnole, vittoriose in tutte e tre le edizioni disputate: per due volte l'Interviú e per una ElPozo Murcia.

## Albo d'oro
| Edizione  | Vincitore     | Finalista        | Andata        | Ritorno       |
| --------- | ------------- | ---------------- | ------------- | ------------- |
| 2003-2004 | Interviú      | Benfica          | 5-0           | 5-0           |
| 2004-2005 | non disputata | non disputata    | non disputata | non disputata |
| 2005-2006 | Interviú      | Benfica          | 7-3           | 2-2           |
| 2006-2007 | ElPozo Murcia | Sporting Lisbona | 1-1           | 2-0           |